# Lista de filmes portugueses de 2022
Lista de filmes portugueses de longa-metragem lançados comercialmente em Portugal em 2022, nas salas de cinemas.
Nota: Na coluna coprodução, passando o cursor sobre a bandeira aparecerá o nome do país correspondente.
| #  | Filme                                                             | Realização                                                                                                | Género                      | Estreia         | Coprodução                                             | Class |
| -- | ----------------------------------------------------------------- | --- | --------------------------- | --------------- | ------------------------------------------------------ | ----- |
| 1  | 1618                                                              | Luís Ismael                                                                                               | Drama histórico             | 29 de setembro  | —                                                      | M/12  |
| 2  | 28½                                                               | Adriano Mendes                                                                                            | Drama                       | 27 de janeiro   | —                                                      | M/12  |
| 3  | 2 Duros de Roer                                                   | Victor Santos                                                                                             | Comédia                     | 14 de julho     | —                                                      | M/12  |
| 4  | A Alma de um Ciclista                                             | Nuno Tavares                                                                                              | Documentário                | 21 de setembro  | —                                                      | —     |
| 5  | Alma Viva                                                         | Cristèle Alves Meira                                                                                      | Drama                       | 3 de novembro   | França · Bélgica · Reino Unido · Espanha               | M/14  |
| 6  | Avó Dezanove e o Segredo do Soviético                             | João Ribeiro                                                                                              | Drama                       | 8 de setembro   | Brasil · Moçambique                                    | M/12  |
| 7  | Do Bairro                                                         | Diogo Varela Silva                                                                                        | Documentário                | 26 de maio      | —                                                      | M/12  |
| 8  | Campo de Sangue                                                   | João Mário Grilo                                                                                          | Drama                       | 23 de junho     | —                                                      | M/14  |
| 9  | Casa Flutuante                                                    | José Nascimento                                                                                           | Drama                       | 3 de março      | —                                                      | M/12  |
| 10 | Cesária Évora                                                     | Ana Sofia Fonseca                                                                                         | Documentário                | 27 de outubro   | —                                                      | M/12  |
| 11 | O Clube dos Anjos                                                 | Angelo Defanti                                                                                            | Drama                       | 1 de dezembro   | Brasil                                                 | M/14  |
| 12 | Um Corpo que Dança - Ballet Gulbenkian 1965-2005                  | Marco Martins                                                                                             | Documentário                | 16 de junho     | —                                                      | M/12  |
| 13 | Curral de Moinas - Os Banqueiros do Povo                          | Miguel Cadilhe                                                                                            | Comédia                     | 11 de agosto    | —                                                      | M/14  |
| 14 | Daniel e Daniela                                                  | Sofia Pinto Coelho                                                                                        | Documentário                | 15 de setembro  | —                                                      | M/12  |
| 15 | Dehesa, el bosque del lince ibérico                               | Joaquín Gutiérrez Acha                                                                                    | Documentário                | 11 de agosto    | Espanha                                                | M/6   |
| 16 | Deserto Particular                                                | Aly Muritiba                                                                                              | Drama                       | 7 de julho      | Brasil                                                 | M/14  |
| 17 | Desterro                                                          | Maria Clara Escobar                                                                                       | Drama                       | 9 de junho      | Brasil · Argentina                                     | M/12  |
| 18 | N'Effacez Pas Nos Traces! Dominique Grange, une Chanteuse Engagée | Pedro Fidalgo                                                                                             | Documentário                | 12 de maio      | França                                                 | M/12  |
| 19 | L'enfant                                                          | Marguerite de Hillerin Félix Dutilloy-Liégeois                                                            | Drama                       | 10 de fevereiro | França                                                 | M/12  |
| 20 | Entre Ilhas                                                       | Amaya Sumpsi                                                                                              | Documentário                | 30 de junho     | —                                                      | M/12  |
| 21 | Ethos                                                             | Joaquim Pinto Nuno Leonel                                                                                 | Drama                       | 14 de abril     | —                                                      | M/14  |
| 22 | A Fada do Lar                                                     | João Maia                                                                                                 | Comédia                     | 6 de outubro    | —                                                      | M/14  |
| 23 | Um Filme em Forma de Assim                                        | João Botelho                                                                                              | Drama                       | 12 de maio      | —                                                      | M/12  |
| 24 | Fogo-fátuo                                                        | João Pedro Rodrigues                                                                                      | Comédia, musical            | 29 de setembro  | França                                                 | M/16  |
| 25 | Gaza mon amour                                                    | Arab Nasser Tarzan Nasser                                                                                 | Drama                       | 17 de novembro  | França · Alemanha · Estado da Palestina · Catar        | M/12  |
| 26 | Os Grandes Criadores                                              | Elisa Bogalheiro Ramón De Los Santos                                                                      | Documentário                | 23 de junho     | —                                                      | M/12  |
| 27 | La isla de las mentiras                                           | Paula Cons                                                                                                | Drama                       | 15 de setembro  | Espanha · Argentina                                    | M/12  |
| 28 | O Jovem Cunhal                                                    | João Botelho                                                                                              | Documentário                | 15 de setembro  | —                                                      | M/12  |
| 29 | Km 224                                                            | António-Pedro Vasconcelos                                                                                 | Drama                       | 21 de abril     | —                                                      | M/12  |
| 30 | Lobo e Cão                                                        | Cláudia Varejão                                                                                           | Drama                       | 8 de dezembro   | —                                                      | M/14  |
| 31 | Logos                                                             | Joaquim Pinto Nuno Leonel                                                                                 | Drama                       | 14 de abril     | —                                                      | M/14  |
| 32 | The Man Who Killed Don Quixote                                    | Terry Gilliam                                                                                             | Fantasia, comédia, aventura | 17 de fevereiro | França · Bélgica · Reino Unido · Espanha               | M/12  |
| 33 | Mar Infinito                                                      | Carlos Amaral                                                                                             | Drama, ficção científica    | 26 de fevereiro | —                                                      | M/12  |
| 34 | Mato Seco em Chamas                                               | Joana Pimenta Adirley Queirós                                                                             | Documentário                | 27 de outubro   | Brasil                                                 | M/14  |
| 35 | O Natal do Bruno Aleixo                                           | João Moreira Pedro Santo                                                                                  | Comédia                     | 22 de dezembro  | —                                                      | M/14  |
| 36 | Nheengatu                                                         | José Barahona                                                                                             | Documentário                | 1 de outubro    | Brasil                                                 | —     |
| 37 | Um Nome Para o Que Sou                                            | Marta Pessoa                                                                                              | Documentário                | 8 de setembro   | —                                                      | —     |
| 38 | A Nossa Terra, O Nosso Altar                                      | André Guiomar                                                                                             | Documentário                | 28 de julho     | —                                                      | M/12  |
| 39 | Nunca Nada Aconteceu                                              | Gonçalo Galvão Teles                                                                                      | Drama                       | 29 de setembro  | —                                                      | M/16  |
| 40 | Objectos de Luz                                                   | Acácio de Almeida Marie Carré                                                                             | Documentário                | 20 de outubro   | —                                                      | M/12  |
| 41 | O Pai Tirano                                                      | João Gomes                                                                                                | Comédia                     | 21 de julho     | —                                                      | M/12  |
| 42 | No País de Alice                                                  | Rui Simões                                                                                                | Documentário                | 13 de outubro   | —                                                      | M/12  |
| 43 | Pathos                                                            | Joaquim Pinto Nuno Leonel                                                                                 | Drama                       | 14 de abril     | —                                                      | M/12  |
| 44 | Na Penumbra                                                       | Sharunas Bartas                                                                                           | Drama                       | 7 de julho      | Letónia · Sérvia · Lituânia · França · República Checa | M/16  |
| 45 | Por Detrás da Moeda                                               | Luís Moya                                                                                                 | Documentário                | 8 de dezembro   | —                                                      | M/14  |
| 46 | Um Ramadão em Lisboa                                              | Raquel Carvalheira Catarina Alves Costa Teresa Costa Rodrigo Lacerda Carlos Lima Joana Lucas Amaya Sumpsi | Documentário                | 15 de janeiro   | —                                                      | —     |
| 47 | Restos do Vento                                                   | Tiago Guedes                                                                                              | Drama                       | 22 de setembro  | França                                                 | M/14  |
| 48 | Revolta                                                           | Tiago Santos                                                                                              | Drama                       | 2 de junho      | —                                                      | M/14  |
| 49 | Salgueiro Maia - O Implicado                                      | Sérgio Graciano                                                                                           | Drama, biografia            | 14 de abril     | —                                                      | M/12  |
| 50 | Sita - A vida e o tempo de Sita Valles                            | Margarida Cardoso                                                                                         | Documentário                | 12 de maio      | —                                                      | M/12  |
| 51 | Submissão                                                         | Leonardo António                                                                                          | Drama                       | 20 de outubro   | —                                                      | M/14  |
| 52 | A Távola de Rocha                                                 | Samuel Barbosa                                                                                            | Documentário                | 13 de janeiro   | Japão                                                  | M/12  |
| 53 | No táxi do Jack                                                   | Susana Nobre                                                                                              | Drama                       | 28 de abril     | —                                                      | M/12  |
| 54 | O Trio em Mi Bemol                                                | Rita Azevedo Gomes                                                                                        | Drama                       | 1 de dezembro   | —                                                      | M/12  |
| 55 | Tout le monde aime Jeanne                                         | Céline Devaux                                                                                             | Comédia, Romance            | 10 de novembro  | França                                                 | M/12  |
| 56 | A Viagem de Pedro                                                 | Laís Bodanzky                                                                                             | Drama, biografia            | 19 de maio      | Brasil                                                 | M/14  |
| 57 | Vieirarpad                                                        | João Mário Grilo                                                                                          | Documentário                | 2 de junho      | —                                                      | M/12  |